# Tormented (film 2009)
Tormented è un film horror-comedy britannico del 2009 diretto da Jon Wright, con Alex Pettyfer, April Pearson, Dimitri Leonidas, Calvin Dean e Tuppence Middleton. La sceneggiatura è dell'esordiente Stephen Prentice. Il film è uscito nel Regno Unito il 22 maggio 2009. Il film è stato prodotto dalla BBC Films, in collaborazione con la Pathé, gli Slingshot Studios, la Forward Films e gli Screen West Midlands. La musica è stata composta da Paul Hartnoll degli Orbital.

## Trama
Il film inizia con l'arresto della studentessa Justine Fielding, impersonata da Tuppence Middleton, al Liceo Fairview; segue un flashback a cinque giorni prima, quando si sta celebrando il funerale di Darren Mullett, impersonato da Calvin Dean, studente "impopolare", e conosciuto anche da Justine.
La festa e la morte di Mullet
Più tardi, Justine viene invitata dal "rubacuori" Alex (Dimitri Leonidas) a una festa dai suoi amici "popolari": Bradley (Alex Pettyfer), Tasha (April Pearson), Khalillah (Larissa Wilson), Sophie (Georgia King) e Marcus (Tom Hopper). Justine, piuttosto che stare con l'amica Helena (Mary Nighy), decide di andare alla festa. Quando Justine arriva, Jez (Ben Lloyd-Hughes), il disc jockey, istigato da Tasha, inizia a rappare su di lei in modo poco lusinghiero, ma Bradley per questo lo manda via. Alcuni invitati iniziano a ricevere SMS offensivi dal numero di Mullet. Jez, una volta solo, si avvia verso il cimitero per "celebrare" la morte di Mullet urinando sulla sua tomba, ma viene ucciso da una figura invisibile, che lo trafigge con una croce.
Il giorno successivo, il gruppo arriva a scuola, e il preside viene a sapere che la sera prima, Jez non è mai arrivato a casa. Bradley minaccia Nasser (James Floyd), il capo del gruppo di emo, di rimuovere un sito web che prendeva in giro Mullet. Jason Banks (Olly Alexander) incontra Justine e la informa che Mullet era innamorato di lei, porgendogli il suo biglietto d'addio. Nel frattempo, nello studio di registrazione della scuola, Nasser viene attaccato dal fantasma di Mullet che aumenta il volume della musica, costringendolo ad ascoltare fino a renderlo sordo. Il ragazzo viene portato via in ambulanza al grido, "Mullet è ritornato!", ma nessuno gli crede.
Nel corso della giornata, il gruppo dei "popolari" continua a ricevere altri messaggi dal numero di Mullet. Bradley crede che sia stato Jason ad inviarli; per questo lui e Marcus lo aggrediscono palestra ma sono interrotti da un altro SMS: questo significa che non è stato Jason a inviare i messaggi. Più tardi, Justine accusa Jason di aver scritto la lettera fingendosi Mullet, ma lui scoppiando in lacrime nega, descrivendo il terribile bullismo che ha causato la morte di Darren Mullet: inoltre racconta a Justine delle email e dei messaggi inviati a Mullet, e del sito web che la banda di Bradley ha creato su di lui.
Quando Justine chiede chi è stato responsabile del suicidio di Mullet, Jason fa intendere che sono stati i ragazzi "popolari" con cui lei ora va in giro. Le ragazze popolari invece credono che sia stata Helena a inviare loro i messaggi per cui la picchiano in bagno. Più tardi Sophie, tornata in piscina per riprendersi l'orologio caduto, viene attaccata dal fantasma di Mullet, che la getta in piscina, la trascina sott'acqua e l'annega. Quella notte, Justine e Alex vanno a letto insieme, ma sono visti da qualcuno che le aveva portato dei fiori: tra le lacrime questo ruba il distintivo dalla sua uniforme, e ri-organizza i magneti sul frigo, componendo la scritta "puttana come le altre".
Marcus, sotto la doccia dopo l'allenamento, viene brutalmente colpito con un asciugamanto dal fantasma di Mullet; riesce però a combattere con una mazza da cricket, ma, una volta fuggito, prima incontra Helena, che lo accusa di cercare di violentarla perché lo vede semi nudo, poi viene raggiunto e ucciso dal fantasma. In seguito, il gruppo dei "ragazzi popolari" si trova a casa di Bradley discutendo su chi potesse aver ucciso i loro amici. La discussione termina con Tasha che getta in piscina Justine. Bradley pertanto decide di andare al cimitero per disseppellire il corpo di Mullet, per dimostrare che Mullet non può essere responsabile degli omicidi. Justine va a casa, e chiede che Alex di mostrarle il sito web, dove in lacrime vede le diabolici persecuzioni inflitte a Mullet da Bradley e dai suoi amici - tra cui Alex. Justine è ancora più triste quando si rende conto di aver ignorato le richieste di aiuto da parte di Mullet per fermare i ragazzi che lo stavano torturando. La ragazza decide quindi di interrompere la relazione con Alex. Bradley - che ha tentato di disseppellire il cadavere di Mullet, ora la morte dei propri amici - ma viene consolato da Tasha: i due iniziano a fare sesso sul sedile posteriore dell'auto di Bradley.
Il fantasma di Mullet li raggiunge e li uccide entrambi. Il giorno dopo, Justine arriva nella aula di arte, in cui Jason ha dipinto L'urlo, confessandogli che è lui il responsabile della morte di Mullet, motivo: aveva paura di essere una vittima di Bradley, così ha detto a Bradley che Mullet era innamorato di Justine. Dopo che la ragazza ha lasciato l'aula, Mullet appare dietro a Jason e lo uccide infilandogli due matite nel naso e sbattendogli la testa contro il tavolo. Khalillah riceve un messaggio di Tasha che le chiede di incontrarla nell'aula di arte; qui vede L'urlo, con il suo nome impresso. A quel punto Mullet le mette un sacchetto di plastica in testa, uccidendola. Lei cerca di chiamare il preside, ma questi è troppo occupato con la polizia, che nel frattempo lo informa che il distintivo di Justine è stato trovato vicino ai corpi di Bradley e Tasha. Nel frattempo, Justine e Alex si dirigono verso l'aula di arte ma vengono attaccati da Mullet.

### Una mano "inchiodata"
Alex cerca di accoltellarlo allo stomaco con un cacciavite ma a sua volta viene pugnalato con un altro cacciavite e la sua mano, "inchiodata" al pavimento. Justine cerca di fermare Mullet, ma lui comincia a soffocarla a morte. Lei afferra il suo inalatore e lo getta attraverso la stanza, dicendo ad Alex di romperlo. Lo fa, e il fantasma comincia a svanire. Justine dice ad Alex di lasciarlo e scappare ma lui inizia a tirare dei pugni. Mullet, sbattendo sopra al divano, trova un altro inalatore che Alex aveva nascosto a Mullet quando era vivo. Questi lo usa e poi pugnala Alex alla gola con il cacciavite. Mullet fugge proprio mentre arriva la polizia. Justine viene quindi arrestata per gli omicidi e condotta fuori e nella macchina della polizia - la scena iniziale del film. Lei fa appena in tempo a vedere il fantasma di Mullet che scompare.